# Ḫafāǧī
Koordinaten: 33° 45′ 0″ N, 44° 45′ 0″ O

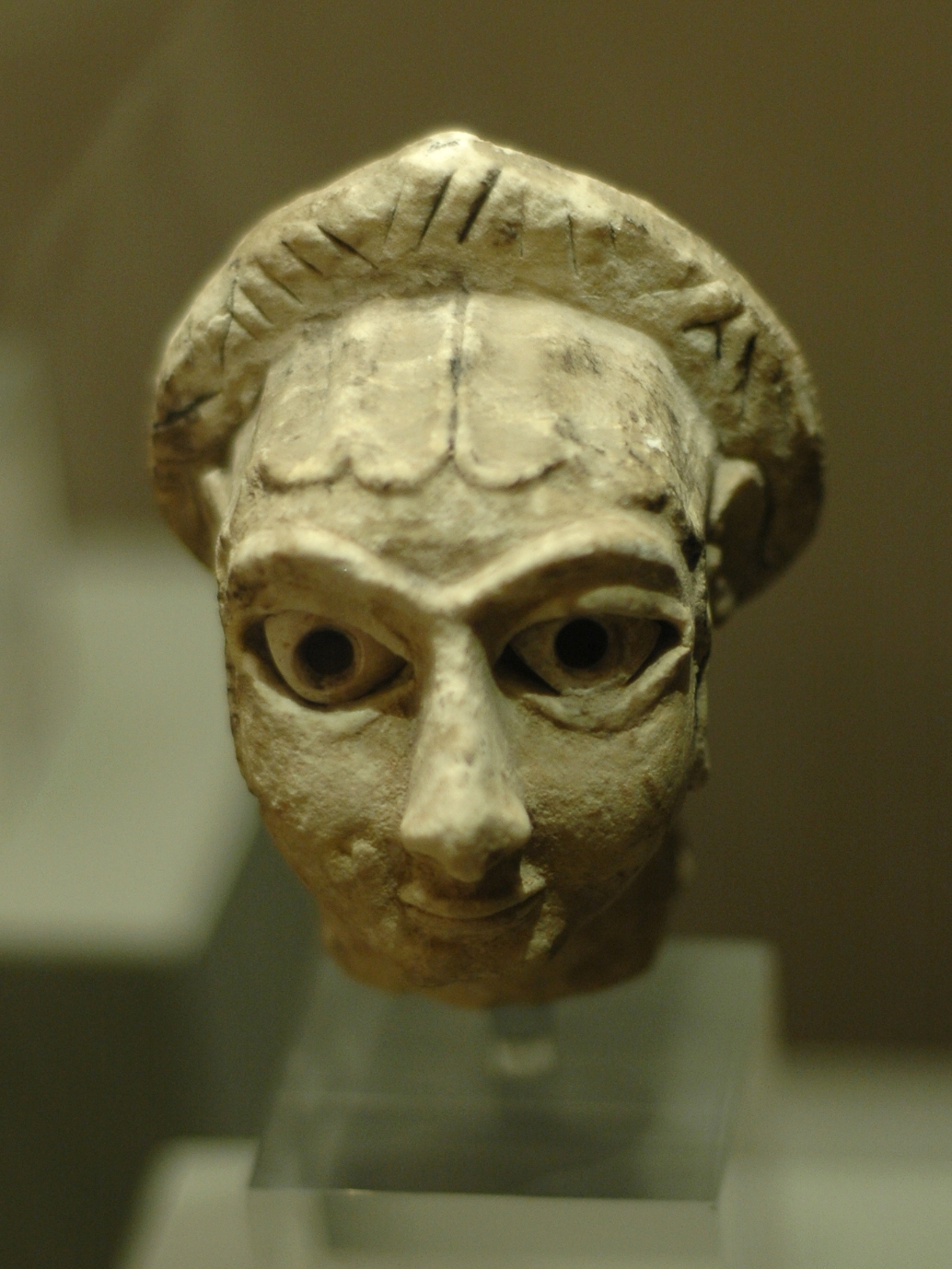
Frauenköpfchen aus Hafaǧi

Ḫafāǧī (arabisch خفاجة Chafadscha, DMG Ḫafāǧa oder Chafadschi / خفاجي / Ḫafāǧī) ist ein altorientalischer archäologischer Fundort im Diyala/Hamrin-Gebiet im heutigen Irak und wird mit dem historischen Tutub und mit Dur-Šamšuiluna identifiziert. Bekannt ist der Fundort vor allem für seine drei Tempel, die jeweils aus den für die Zeit typischen plankonvexen Ziegeln errichtet wurden.

## Geschichte
Ḫafāǧī war während des gesamten Frühdynastikums und der Akkadzeit besiedelt, bevor es mit der beginnenden Frühbronzezeit unter die Kontrolle Ešnunnas und schließlich Babylons geriet. Der Sohn Hammurapis und 7. König der Dynastie von Babylon, Šamšu-iluna, errichtete dort ein nach ihm benanntes Fort. Danach wurde der Ort für immer verlassen.

## Tempel

### Sîn-Tempel
Der älteste Tempel Ḫafāǧīs wird nach dem Mondgott Sîn benannt, aber die Zugehörigkeit zum Gott ist nicht gänzlich gesichert. Das Heiligtum wurde in der Dschemdet-Nasr-Zeit gegründet und während seines Bestehens insgesamt zehnmal umgebaut. Dies macht ihn für die Archäologie besonders wertvoll, da so die Entwicklung der Architektur von der Dschemdet-Nasr-Zeit bis an das Ende des Frühdynastikums nachvollzogen werden kann.
Der Sîn-Tempel ist zunächst ein dreireihiges 11,8 m langes Mittelsaalhaus und hat einen vorgelegten Hof. Eine Treppe bzw. Rampe wird an dem südwestlichen Längstrakt angenommen, der aber in der beginnenden älterfrühdynastischen Zeit verschwindet, sodass der Tempel vorerst zweireihig wird. Der nordöstliche Längstrakt beherbergt angrenzende Räume, darunter die Sakristei, die von der Kultstelle aus zu betreten ist und auch als Schatzkammer fungiert. In der Cella befindet sich ein Postament und dahinter sind Nischen angebracht, die in späteren Bauphasen an Anzahl von zwei bis vier variieren. Mehrräumige Gebäude schließen südöstlich an den ummauerten Hof an. Erstmals sind zwei Pfeiler an der Außenwand zum Eingang des Heiligtums in der sechsten Bauphase nachgewiesen. Diese werden im letzten Zustand von Türmen ersetzt.
Der zweigliedrige Tempel der frühdynastischen Zeit besitzt neben der Hauptcella eine zweite Cella, bei der sich die Kultrichtung um 180° dreht. Insgesamt beherbergt das Heiligtum ab den letzten Bauphasen vier sakrale Räume. In einem an die Hofmauer angrenzenden Gebäude wurde, nachdem die Kultstellen im Hof aufgegeben wurden, eine Kultraum errichtet. Ebenso erhält der Tempel eine dritte Cella an die angrenzenden zwei Cellae, so dass der Tempel im letzten Zustand seine Dreigliedrigkeit zurückgewinnt. Die nach außen gekehrten Wände des Tempels sind nun mit einer Pfeiler-Nischen-Gliederung versehen. Unter anderem wurden im Heiligtum Beterstatuetten gefunden.

### Nintu-Tempel
Südlich des Sin-Tempels wurden Reste eines weiteren, in der frühdynastischen Zeit errichteten Sakralbaus gefunden. Dieses Gebäude wird als Tempel der sumerischen Muttergottheit Nintu angesehen. Der ursprüngliche Komplex bestand aus einem Kultraum und einem großen, von einer unregelmäßigen Mauer umgebenen Hof. Ein zweiter, später hinzugefügter Komplex besaß zwei Kulträume und einen trapezförmigen Hof. Es wurden einige berühmte Kunstwerke aus Bronze gefunden, darunter die Darstellung von zwei Ringern.

### Tempel-Oval
Am Ende der frühdynastischen Zeit I – um 2750 v. Chr. – wurde der heilige Bezirk von Ḫafāǧī mit zwei oval verlaufenden Mauern umgeben. Zwischen der äußeren und der inneren, deutlich breiteren Mauer erstreckte sich ein Vorhof, auf dem in der nach Norden weisenden Ecke ein großes Gebäude stand, das – so vermutet Pinhas Delougaz – dem Tempelpriester als Wohnhaus zur Verfügung stand. An die Innenseite der zweiten Mauer waren zahlreiche Räume, die der Lagerung von Vorräten, der Unterbringung von Geräten oder als Wohnungen dienten, angebaut. So entstand ein Hof in rechteckiger Form, auf dem eine große, durch eine Mauer in Pfeiler-Nischen-Konstruktion abgestützte Terrasse angelegt war. Auf ihr stand ein Tempel, von dem allerdings keine archäologischen Zeugnisse mehr sichergestellt werden konnten. Ein Neubau der Tempelanlage erfolgte nach einem Brand in jünger-Frühdynastischer Zeit. Im Zuge eines weiteren Umbaus in akkadischer Zeit wurde die ovale Umfassung in ein Rechteck mit abgerundeten Kanten umgewandelt. Das Bauprinzip eines Hochtempels auf einer Terrasse, der von konzentrisch angelegten Mauern umgeben ist, gilt als Vorläufer der Zikkurat. Es ist unklar, welcher Gottheit der Tempel geweiht war.

## Forschungsgeschichte
Ḫafāǧī wurde zwischen 1930 und 1937 in sechs Grabungskampagnen von der Iraq Expedition der Universität Chicago unter der Leitung von Henri Frankfort untersucht, gefolgt von zwei Grabungskampagnen (1937–1939) des University Museums Philadelphia und der American Schools of Oriental Research (ASOR) unter Leitung von Pinhas Delougaz. Zusammen mit den Forschungsergebnissen aus Tell Asmar (Ešnunna) und Tell Aqrab dienten die Resultate von Ḫafāǧī zur Definition der frühdynastischen Zeit in Mesopotamien.